# Karpie
Karpie is een plaats in het Poolse district  Polkowicki, woiwodschap Neder-Silezië. De plaats maakt deel uit van de gemeente Przemków en telt 190 inwoners.